# George Martin (acteur américain)
Pour les articles homonymes, voir Martin et George Martin (homonymie).
Ne doit pas être confondu avec Georges Martin.
George N. Martin (né le 15 août 1929 à New York, où il est mort le 1er juin 2010) est un acteur américain, généralement crédité George Martin.

## Biographie
D'abord acteur de théâtre, George Martin joue notamment à Broadway, où sa première pièce est représentée en 1970 ; la deuxième en 1982 est Hot House d'Harold Pinter (avec Dan Butler et Peter Gerety).
Suivent neuf autres pièces sur les planches new-yorkaises, les deux dernières produites en 1995, dont une adaptation du film de 1954 Sur les quais (avec Ron Eldard, David Morse et Penelope Ann Miller, reprenant les rôles tenus respectivement à l'écran par Marlon Brando, Karl Malden et Eva Marie Saint).
Toujours à Broadway, citons encore une adaptation en comédie musicale du roman de Charles Dickens Le Mystère d'Edwin Drood (1985-1987, avec Betty Buckley et Cleo Laine) et Les Sorcières de Salem d'Arthur Miller (1991-1992, avec Martin Sheen, Martha Scott et Michael York).
Au cinéma, George Martin contribue sur le tard à vingt films, majoritairement américains ou en coproduction, le premier sorti en 1981, le dernier étant Les Années lycée de Michael Corrente (avec Shawn Hatosy et Alec Baldwin), sorti en 1999.
Entretemps, citons Falling in Love d'Ulu Grosbard (1984, avec Robert De Niro et Meryl Streep), Le Cercle des poètes disparus de Peter Weir (1989, avec Robin Williams et Robert Sean Leonard), Le Choix d'aimer de Joel Schumacher (1991, avec Julia Roberts et Campbell Scott), ainsi que le film français Léon de Luc Besson (1994, avec Jean Reno et Natalie Portman).
Pour la télévision, il apparaît dans dix séries entre 1974 et 2001, dont L'Homme qui valait trois milliards (un épisode, 1976) et New York, police judiciaire (trois épisodes, 1992-1999).
S'ajoutent huit téléfilms à partir de 1981 ; le troisième est L'Amour brisé de Jud Taylor (1984, avec James Farentino et Don Murray) ; le dernier est Vendetta de Nicholas Meyer (avec Christopher Walken et Luke Askew), diffusé en 1999.

## Théâtre à Broadway (intégrale)
(pièces, sauf mention contraire)
- 1970 : Wilson in the Promise Land de Roland van Zandt : Theodore Roosevelt
- 1982 : Hot House (The Hot House) d'Harold Pinter : Roote
- 1983 : Plenty de (et mise en scène par) David Hare : Leonard Darwin[1]
- 1983 : Total Abandon de Larry Atlas : Walter Bellmon
- 1985 : Pack of Lies de Hugh Whitemore : Bob Jackson
- 1985-1987 : Le Mystère d'Edwin Drood (The Mystery of Edwin Drood), comédie musicale, musique, lyrics et livret de Rupert Holmes, d'après le roman homonyme de Charles Dickens, mise en scène de Wilford Leach : le révérend Crisparkle / M. Cedric Moncrieffe
- 1988-1990 : M. Butterfly de David Henry Hwang (en) : l'ambassadeur Toulon[2] / le premier agent / le juge
- 1991-1992 : Les Sorcières de Salem (The Crucible) d'Arthur Miller : Giles Corey
- 1992 : L'Hôtel du libre échange (A Little Hotel on the Side) de Georges Feydeau et Maurice Desvallières, adaptation de John Mortimer : Henri Paillardin
- 1994 : Le Miroir (Broken Glass) d'Arthur Miller : Stanton Case
- 1995 : Sur les quais (On the Waterfront), adaptation par Budd Schulberg et Stan Silverman du scénario pour le film homonyme de 1954 : le père Vincent
- 1995 : Racing Demon de David Hare : le révérend Charlie Allen

## Filmographie partielle

### Cinéma
- 1984 : CHUD (C.H.U.D.) de Douglas Cheek : Wilson
- 1984 : Falling in Love d'Ulu Grosbard : John Trainer
- 1985 : L'Homme à la chaussure rouge (The Man with One Red Shoe) de Stan Dragoti : le président du Sénat
- 1985 : La Rose pourpre du Caire (The Purple Rose of Cairo) de Woody Allen : un spectateur à la première du film
- 1988 : Izzy et Sam (Crossing Delancey) de Joan Micklin Silver : Lionel
- 1989 : Le Cercle des poètes disparus (Dead Poets Society) de Peter Weir : Dr Hager
- 1990 : L'Éveil (Awakenings) de Penny Marshall : Frank
- 1991 : Le Choix d'aimer (Dying Young) de Joel Schumacher : Malachi
- 1991 : Elle et lui (He Said, She Said) de Ken Kwapis et Marisa Silver : M. Bryer
- 1993 : L'Homme sans visage (The Man Without a Face) de Mel Gibson : le barbier Sam
- 1993 : Président d'un jour (Dave) d'Ivan Reitman : le médecin du président
- 1994 : Léon de Luc Besson : le réceptionniste
- 1994 : Quiz Show de Robert Redford : le président
- 1995 : Drunks de Peter Cohn : Marty
- 1996 : L'Associé (The Associate) de Donald Petrie : Walter Manchester
- 1996 : Un beau jour (One Fine Day) de Michael Hoffman : M. Smith Leland
- 1999 : Les Années lycée (Outside Providence) de Michael Corrente : Dean Mort

### Télévision
Séries
- 1976 : L'Homme qui valait trois milliards (The Six Million Dollar Man)
  - Saison 4, épisode 7 Le Garçon bionique (The Bionic Boy) : Dr Penny
- 1992-1999 : New York, police judiciaire (Law and Order)
  - Saison 2, épisode 21 La Peur du scandale (Silence, 1992) : Edward Vogel
  - Saison 7, épisode 1 Cadeau mortel (Causa Mortis, 1996) : Abe Mercer
  - Saison 10, épisode 9 Le Soleil couchant (Sundown, 1999) : William Hallenbeck
- 1999 : New York, unité spéciale (Law and Order: Special Victims Unit)
  - Saison 1, épisode 6 Crime sur le campus (Sophomore Jinx) de Clark Johnson : le père McCourt
- 2001 : New York, section criminelle (Law and Order: Criminal Intent)
  - Saison 1, épisode 10 La Mort au bout du couloir (Enemy Within) : Harry Sternman

Téléfilms
- 1984 : L'Amour brisé (Licence to Kill) de Jud Taylor : Steve
- 1999 : Vendetta de Nicholas Meyer : le juge Baker